# Radio Gaga (stripreeks)
Radio Gaga is een gagstrip bedacht door de Noor Øyvind Sagåsen, die ook wel bekend is onder zijn pseudoniem Flis.

## Inhoud
Deze stripreeks gaat over een zekere Tobben, die de redacteur is van een lokale radio-omroep genaamd Radio Gaga. In de gags beleeft hij samen met onder anderen zijn vijf medewerkers allerlei avonturen.

## Personages
Een aantal van de belangrijkste personages zijn:
- Tobben, leidinggevende van de radiozender en partner van Siri[1]
- Brita, werknemer bij de radiozender[2]
- Rolf, presentator van een radioprogramma[3]
- Børre, veldreporter van de radiozender[4]
- Preben, eigenaar van de radiozender[5]
- Wo, technicus van de zender[6]
- Bakke, vriend van Tobben en café-eigenaar[7]
- Fru Paulsen, bewoner van dezelfde flat als Tobben[8]
- Siri, partner van Tobben[9]
- Basse, hond van Børre[10]

## Publicatiegeschiedenis
In 2000 bedacht Flis deze reeks, die 2001 in het tijdschrift Bizarro debuteerde. Nadat dat blad stopgezet was, verhuisde de strip eerst naar het blad Ernie en uiteindelijk naar het stripblad Pondus. Sinds 2005 verschijnt de strip in albumvorm bij Egmont Serieforlaget. Anno 2017 zijn er 7 albums uitgegeven.
Daarnaast stond de strip onder andere in de kranten Aftenposten en Avisa Nordland en ook in het stripblad Serie-Paraden. De colorist van deze strip is Karl Bryhn.

## Albums

### Hoofdreeks
Er zijn 7 albums verschenen bij uitgeverij Egmont Serieforlaget. Sagåsen schreef en tekende alle albums.
| Nr. | Titel                     | Uitgavejaar album |
| --- | ------------------------- | ----------------- |
| 1   | Stille før sending!       | 2005              |
| 2   | På hodet ut i eteren      | 2008              |
| 3   | På en helt annen frekvens | 2009              |
| 4   | Direkte galskap           | 2011              |
| 5   | Ekstrasending!            | 2012              |
| 6   | Reiseradio                | 2014              |
| 7   | Ånder i eteren            | 2015              |

### Integrale edities
Daarnaast zijn er in 2013 en 2016 met dossier en nog 2 integralen uitgegeven.
| Nr | Titel                          | Uitgavejaar |
| -- | ------------------------------ | ----------- |
| 1  | Den store Radio Gaga bok-boka! | 2013        |
| 2  | Utvidet sendeflate             | 2016        |

### Buiten reeks
In 2016 verscheen de kerstspecial Under julebordet. Naast dat album zijn er eerder nog verscheidene albums in combinatie met andere strips uitgegeven. Die strips verschenen namelijk ook in de tijdschriften Ernie en Pondus.
| Titel            | Uitgavejaar album |
| ---------------- | ----------------- |
| Under julebordet | 2016              |

## Prijs
- In 2011 ontving Sagåsen voor deze stripreeks de Pondus-prisen.[22][23]

## Trivia
- De fans van deze stripreeks worden op de officiële website GagaGarden genoemd.[24]
- In 2012 kreeg deze strip een eigen app.[25][26] Deze app is beschikbaar voor iPhone en iPad.[27][28]